# Щербаков Олексій Сергійович (комік)
Олексі́й Сергі́йович Щербако́в (нар. 15 грудня 1988 року; Зеленоград, Москва, РРФСР, СРСР) — російський комік, учасник телепроєкту «Stand Up» на ТНТ, а також інтернет-шоу «Что было дальше?» (укр. «Що було далі?»).

## Біографія

### Ранній період: дитинство і молодість
Народився в Зеленограді 15 грудня 1988 року. Виховувався матір'ю і вітчимом, а також має рідну сестру. Мати Юлія — домогосподарка, вітчим Олександр — співробітник ГИБДД, рідний батько Сергій, за словами Олексія, потонув у річці, коли той був малий. У шкільні роки захоплювався музикою і спортом, а саме грав у місцевій рок-групі, а також займався акробатикою і паркуром. У шкільні роки познайомився з дівчиною Оленою, яка в майбутньому стане дружиною Олексія. Після закінчення школи Олексій вирішує поступити в той же університет, що і Олена, але йому це не вдається зробити. Пізніше Олексій відправляється на службу в армію, де служив в Тамбові, в 16-й окремій гвардійській бригаді спеціального призначення. Після повернення з армії в 2011 році Олексій одружився з Оленою, уваги якої він домагався 7 років, і у них народився син Данило, пізніше — син Єгор. Також влаштувався на роботу електромонтажником в московський метрополітен.

### 2012—2015: перші починання, дебют на телебаченні
У 2012 році Олексій взяв участь у третьому сезоні гумористичному шоу «Comedy Баттл» на телеканалі ТНТ з метою стати резидентом шоу «Comedy Club» і забезпечити свою сім'ю. Членам журі не сподобався виступ і Олексій покинув сезон. Через один рік Олексій знову пробує свої сили в четвертому сезоні «Comedy Баттл». У першому турі Олексію довелося виступати напередодні смерті свого вітчима від інсульту, але йому все ж таки вдалося пройти завдяки члену журі Сергію Светлакову в наступний етап сезону, в якому він не пройшов етап імпровізації і знову покинув шоу.

### 2015— теперішній час: «Stand Up», «Прожарка», «Що було далі?»
У 2015 році Олексій стає частим учасником рубрики «Відкритий мікрофон» телешоу «Stand Up» на ТНТ, завдяки знайомству стендап-коміків Артура Чапаряна і Идрака Мірзалізаде з основним резидентом шоу Славою Комісаренком. Через кілька виступів коміку надійшла пропозиція стати основним резидентом шоу, в якому він бере участь донині.
У 2016 році періодично з'являвся в інтернет-шоу Артура Чапаряна і Ідрака Мірзалізаде «ВечерВечер», де знімався в скетчах і розіграшах.
У 2018 році взяв участь у третьому сезоні шоу для маловідомих початківців коміків «Відкритий мікрофон» на ТНТ. На думку членів журі, Олексій був більш досвідченим коміком порівняно з іншими, і з цієї причини не продовжив участь у сезоні. У 2018 році стає учасником шоу «Прожарка» (укр. «Просмаження») на телеканалі ТНТ4, в рамках якого учасники повинні смішно принизити запрошеного гостя і своїх колег по шоу. У цьому ж році Олексій став резидентом YouTube-каналу «LabelCom», в якому бере участь у різних шоу: «Дзвінок», «Хто тут комік», «Що було далі?» і інших.
18 грудня 2019 року Олексій Щербаков та команда шоу «Що було далі?» стала гостями шоу «Вечірній Ургант» на «Першому каналі» Росії.
28 січня 2020 року став гостем інтернет-шоу «вДудь» Юрія Дудя у форматі інтерв'ю.